# Alexandr Ševčenko (tenista)
Alexandr Ševčenko (rusky Алекса́ндр Алекса́ндрович Шевче́нко, Alexandr Alexandrovič Ševčenko, * 29. listopadu 2000 Rostov na Donu) je kazachstánský profesionální tenista, který do ledna 2024 reprezentoval rodné Rusko. Ve své dosavadní kariéře na okruhu ATP Tour nevyhrál žádný turnaj. Na challengerech ATP a okruhu ITF získal sedm titulů ve dvouhře a dva ve čtyřhře.
Na žebříčku ATP byl ve dvouhře nejvýše klasifikován v únoru 2024 na 45. místě a ve čtyřhře v únoru 2023 na 406. místě. Trénuje ho Timur Maulenov. Do roku 2023 tuto roli plnil Rakušan Günter Bresnik.
Kazachstán reprezentoval na Letních olympijských hrách 2024 v Paříži, kde v úvodu dvouhry podlehl Jakubu Menšíkovi.

## Soukromý život
Narodil se roku 2000 v jihoruském Rostově na Donu. V devíti letech začal žít ve Vídni a od počátku rakouského pobytu se stal svěřencem kouče Güntera Bresnika. V lednu 2024 oznámil změnu občanství z ruského na kazachstánské. Následoval tak identické případy přechodu ke kazachstánskému občanství u ruských tenistů Rybakinové, Putincevové či Bublika, za nímž v době změny figuroval v pozici kazachstánské dvojky. První turnaj jako Kazachstánec odehrál na Open Sud de France v Montpellier, který začal v závěru ledna 2024. Již po ruské invazi na Ukrajinu z února 2022 hrál oficiálně do změny občanství, s dalšími Rusy a Bělorusy, pod neutrálním statusem.
Na začátku roku 2023 navázal partnerský vztah s ruskou tenistkou Anastasijí Potapovovou. V září téhož roku se zasnoubili a v prosinci 2023 se uskutečnila svatba. Na konečném žebříčku dané sezóny mu patřila 48. příčka a Potapovové pak 28. pozice.

## Tenisová kariéra
V hlavní soutěži okruhu ATP Tour debutoval ve 21 letech červencovým Generali Open Kitzbühel 2022. Do dvouhry prošel z kvalifikace až jako šťastný poražený po odstoupení Berrettiniho, když v jejím závěru podlehl Vítu Kopřivovi. Na úvod kitzbühelské dvouhry nestačil na Rakušana Dominica Thiema vracejícího se po zranění. První zápas vyhrál na dubnovém Barcelona Open Banco Sabadell 2023, kde si poradil s italským kvalifikantem Lorenzem Giustinem z třetí světové stovky. Ve druhém duelu jej deklasovala světová devatenáctka Alex de Minaur, na níž uhrál jediný game.

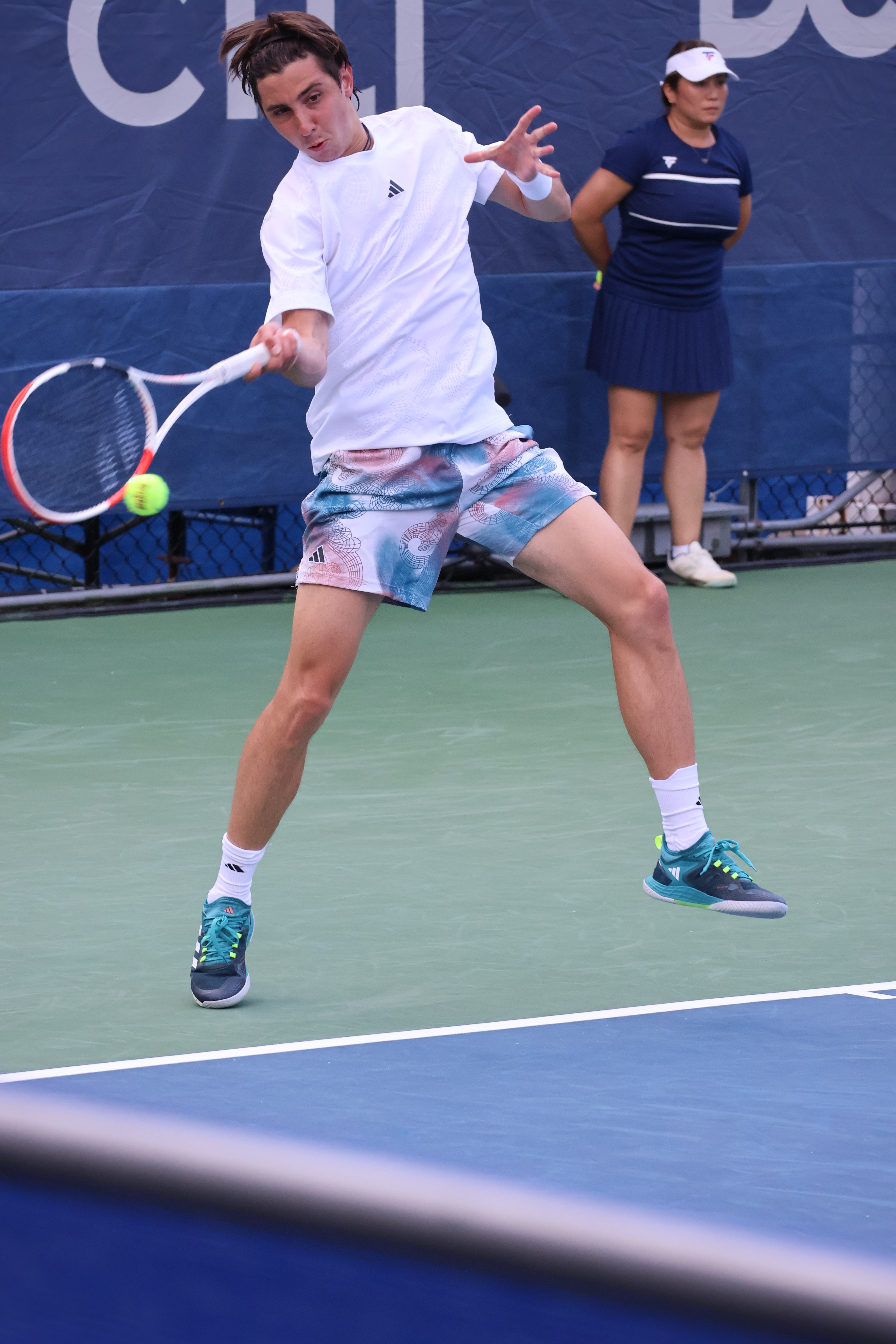
Forhend na Washington Open 2023

Ve dvouhře série Masters se poprvé představil o týden později na Mutua Madrid Open 2023. V kvalifikačním kole vyřadil Argentince Juana Manuela Cerúndola. V madridské singlové soutěži pak zdolal Američana J. J. Wolfa a pouze dvě hry ztratil s členem čtvrté desítky žebříčku Jiřím Lehečkou. Ve třetím kole jej zastavila světová trojka Daniil Medveděv, která o postupu rozhodla ziskem třetí sady 7–5. Přes porážku s Filsem v kvalifikačním kole římského Internazionali BNL d'Italia 2023 si zahrál dvouhru díky odhlášení Griekspoora. Po volném losu zvládl římský vstup s argentinskou světovou čtyříctkou Sebastiánem Báezem, než mu stopku vystavil osmý muž klasifikace Jannik Sinner z Itálie.
Do grandslamové dvouhry premiérově zasáhl na French Open 2023. Přes Němce Oscara Otteho prošel do druhého kola, v němž utržil hladkou porážku od sedmnáctého nasazeného Itala Lorenza Musettiho.  Třísetová prohra s Francouzem Adrianem Mannarinem znamenala časný konec při wimbledonském debutu. Na letním Mubadala Citi DC Open 2023 ve Washingtonu, D.C. porazil šestadvacátého hráče světa Sebastiana Kordu, ale třetí kolo nezvládl s ještě o čtyři místa níže postaveným Britem Danielem Evansem. Britská jednička Cameron Norrie ukončila jeho první účast ve dvouhře newyorského grandslamu, US Open 2023. Premiérové kariérní čtvrtfinále na túře ATP si zahrál na basilejském Swiss Indoors 2023, kde musel projít kvalifikací. V úvodu dvouhry zdolal Švýcara Stana Wawrinku. Ve druhém kole dosáhl premiérové výhry nad členem z elitní světové desítky, devátým v pořadí Taylorem Fritzem. Všechny tři sety rozhodly až zkrácené hry. V utkání odvrátil všech patnáct brejkbolů včetně dvou mečbolů. Mezi poslední čtveřici jej však nepustila kanadská světová devatenáctka Félix Auger-Aliassime, která o výhře rozhodla až ziskem tiebreaku závěrečné sady.
Do prvního finále okruhu ATP Tour se probojoval na listopadovém Moselle Open 2023 v Metách. Ve čtvrtfinále vyřadil patnáctého tenistu světa Karena Chačanova. V duelu odvrátil všechny tři brejkové hrozby a připsal si druhé vítězství nad hráčem z Top 20. Poté přehrál na divokou kartu startujícího Pierra-Huguese Herberta ze čtvrté světové stovky. Až v souboji o titul podlehl francouzské světové třiadvacítce Ugu Humbertovi ve dvou setech. Po skončení debutoval v elitní světové padesátce žebříčku. Druhé výhry nad příslušníkem elitní desítky dosáhl ve druhém kole rotterdamského ABN AMRO Open 2024, kde porazil sedmého muže klasifikace Holgera Runeho z Dánska, než jej zastavil – vůči Dánovi – o šest míst níže postavený Bulhar Grigor Dimitrov.

## Finále na okruhu ATP Tour
| Legenda                   |
| ------------------------- |
| D – dvouhra; Č – čtyřhra  |
| Grand Slam (0)            |
| Turnaj mistrů (0)         |
| ATP Tour Masters 1000 (0) |
| ATP Tour 500 (0)          |
| ATP Tour 250 (0–1 D)      |

### Dvouhra: 1 (0–1)
| Stav      | č. | datum         | turnaj        | povrch    | soupeř ve finále | výsledek |
| --------- | -- | ------------- | ------------- | --------- | ---------------- | -------- |
| Finalista | 1. | listopad 2023 | Mety, Francie | tvrdý (h) | Ugo Humbert      | 3–6, 3–6 |

## Tituly na challengerech ATP a okruhu ITF
| Legenda                  |
| ------------------------ |
| D – dvouhra; Č – čtyřhra |
| Challengery (3 D; 0 Č)   |
| ITF (4 D; 2 Č)           |

### Dvouhra (7 titulů)
| Č. | datum         | turnaj                | povrch | poražený finalista | výsledek           |
| -- | ------------- | --------------------- | ------ | ------------------ | ------------------ |
| 1. | září 2020     | Monastir, Tunisko     | antuka | David Pichler      | 6–3, 6–4           |
| 2. | květen 2021   | Tbilisi, Gruzie       | tvrdý  | Alessandro Bega    | 4–6, 7–6(7–5), 6–3 |
| 3. | červenec 2021 | Velenje, Slovinsko    | antuka | Patrik Rikl        | 6–1, 6–2           |
| 4. | únor 2022     | Antalya, Turecko      | antuka | Martin Cuevas      | 6–2, 6-1           |
| 5. | červen 2022   | Bratislava, Slovensko | antuka | Riccardo Bonadio   | 6–3, 7–5           |
| 6. | leden 2023    | Tenerife, Španělsko   | tvrdý  | Sebastian Ofner    | 7–5, 6–2           |
| 7. | duben 2023    | Madrid, Španělsko     | antuka | Pedro Cachín       | 6–4, 6–3           |

### Čtyřhra (2 tituly)
| Č. | datum      | turnaj           | povrch | spoluhráč    | poražení finalisté         | výsledek            |
| -- | ---------- | ---------------- | ------ | ------------ | -------------------------- | ------------------- |
| 1. | duben 2019 | Antalya, Turecko | antuka | Maxim Ratňuk | Luca Gelhardt Neel Rajesh  | 6–4, 6–3            |
| 2. | srpen 2019 | Moskva, Rusko    | antuka | Maxim Ratňuk | Timur Kijamov Anton Čechov | 0–6, 7–6(7–3), 10–6 |